# Xenochodaeus planifrons
Xenochodaeus planifrons is een keversoort uit de familie Ochodaeidae. De wetenschappelijke naam van de soort is voor het eerst geldig gepubliceerd in 1906 door Schaeffer.